# الدوري الهولندي لكرة السلة للسيدات
الدوري الهولندي لكرة السلة للسيدات (بالهولندية: Nederlands kampioenschap basketbal dames) هو دوري كرة سلة للسيدات في هولندا تأسس في سنة 1949 تلعب فيه 7 فرق. يعتبر فريق بلو ستارس أوف ديمن الأكثر فوزا به برصيد 20 لقبا.